# Крам
Крам (нем. Kraam) — община в Германии, в земле Рейнланд-Пфальц. 
Входит в состав района Альтенкирхен-Вестервальд. Подчиняется управлению Альтенкирхен.  Население составляло 165 человек (на 31 декабря 2010 года).
В настоящее время в Крааме проживает около 185 человек. Занимает площадь 273 га, из которых 165 га используются для сельского хозяйства, а 79 га доступны для лесного хозяйства. Внешне Краам сохранил типичный городской пейзаж с его расслабленной структурой без фиксированного центра города, который мы видим во многих деревнях западного Вестервальда.
Коммуна подразделяется на 2 сельских округа.